# 天文聯盟
天文聯盟（英語：Astronomical League）是一個傘式組織的業餘天文團體，目前拥有超過240個會員，包括不分區會員（Members-at-Large）、贊助會員（Supporting members）和贊助者。
天文聯盟的使命是通過加強大眾的興趣，通過在地的天文俱樂部與天文社團，促進天文學的科學。
天文聯盟提供了多種的獎勵給予對特定天文事件或天體定位，或進行大量描述與紀錄，並出版一份期刊《The Reflector》。
天文聯盟是Meade 4M Community的聯盟組織，提供國家青年天文學家獎與萊斯利·塞貝克獎。

## 獎項
聯盟提供的獎項包括萊斯利·塞貝克的萊斯利·塞貝克獎、傑克·霍克海默的傑克·霍克海默獎、和國家青年天文學家獎。

## 外部連結
- The Astronomical League （页面存档备份，存于）
- The Astronomical League Page on the Meade 4M Community Website